# NGC 1814
NGC 1814 (другие обозначения — ESO 85-SC36, LH 19) — рассеянное скопление с эмиссионной туманностью в созвездии Золотой Рыбы, расположенное в Большом Магеллановом Облаке. Открыто Джоном Гершелем в 1834 году. Описание Дрейера: «очень тусклый объект круглой формы, меньший из двух в скоплении», под вторым объектом подразумевается NGC 1816. Оба этих объекта являются частью NGC 1820. Возраст скопления — менее 10 миллионов лет.
Этот объект входит в число перечисленных в оригинальной редакции «Нового общего каталога».